# Acianthera maculiglossa
Acianthera maculiglossa es una especie de orquídea originaria de Espíritu Santo, en Brasil.

## Descripción
Es una pequeña orquídea de crecimiento subcespitoso reptante, y con las hojas en forma de lanza, con una o dos flores pubescentes con el labelo aserrado con grandes manchas de color púrpura oscuro. Fue encontrado cerca del río Ribeirão do Meio, en Conceição do Castelo, en 2004 por Nelson Sanson un cultivador de orquídeas en la región. Se parece mucho a la ilustración que Pabst incluye en Orchidaceae Brasilienses de la especie de Paraná Acianthera per-dusenii de Hoehne. Se necesita más información para saber si se trata de un sinónimo o no.

## Taxonomía
Acianthera maculiglossa fue descrita por Chiron & N.Sanson y publicado en Richardiana 9(3): 121 (120-124; figs. 1-2, photo). 2009
Etimología
Acianthera: nombre genérico que es una referencia a la posición de las anteras de algunas de sus especies.
maculiglossa: epíteto